# Westfield Trumbull
Westfield Shoppingtown Trumbull Mall, originalmente conocido como Trumbull Shopping Park y luego cambiado a Trumbull Mall, es un centro comercial de dos pisos, localizado en Main Street (en las afueras de la Salida 48 en Merritt Parkway) en Trumbull, Connecticut. Fue construido a inicios de los años 1960 por Frouge Corporation y originalmente albergaba la tienda departamental de descuento E. J. Korvette. En 1977, fue comprado por The Westfield Group; Trumball fue el primer centro comercial estadounidense en ser comprada por la operadora de centros comerciales australiana. Actualmente las tiendas anclas son J. C. Penney, Lord & Taylor, Macy's y la recién tienda Target. La tienda Target abrió el 12 de octubre de 2008 y la única Target de dos pisos en el estado. 